# Portugal Open 2013 - Qualificazioni singolare femminile
Le qualificazioni del singolare  femminile del Portugal Open 2013 sono state un torneo di tennis preliminare per accedere alla fase finale della manifestazione. I vincitori dell'ultimo turno sono entrati di diritto nel tabellone principale. In caso di ritiro di uno o più giocatori aventi diritto a questi sono subentrati i lucky loser, ossia i giocatori che hanno perso nell'ultimo turno ma che avevano una classifica più alta rispetto agli altri partecipanti che avevano comunque perso nel turno finale.

## Teste di serie
1. Annika Beck (primo turno)
2. Johanna Larsson (primo turno)
3. Lesja Curenko (secondo turno)
4. María Teresa Torró Flor (primo turno)

1. Melanie Oudin (primo turno)
2. Elina Svitolina (secondo turno)
3. Julija Putinceva (primo turno)
4. Karin Knapp (primo turno)

## Qualificate
1. Aravane Rezaï
2. Estrella Cabeza Candela

1. Shahar Peer
2. Galina Voskoboeva

### Lucky Loser
1. Mónica Puig

## Tabellone

### Legenda
| - Q = Qualificato - WC = Wild card - LL = Lucky loser | - ALT = Alternate - SE = Special Exempt - PR = Protected Ranking | - w/o = Walkover - r = Ritirato - d = Squalificato |

### Sezione 1
|  | Primo turno       | Primo turno       | Primo turno       | Primo turno | Primo turno |  |  | Secondo turno     | Secondo turno     | Secondo turno     | Secondo turno | Secondo turno |   |   | Ultimo turno | Ultimo turno | Ultimo turno | Ultimo turno | Ultimo turno |  |
|  |                   |                   |                   |             |             |  |  |                   |                   |                   |               |               |   |   |              |              |              |              |              |  |
|  | 1                 | Annika Beck       | Annika Beck       | 1           | 5           |  |  |                   |                   |                   |               |               |   |   |              |              |              |              |              |  |
|  |                   | Vania King        | Vania King        | 6           | 7           |  |  | Vania King        | Vania King        | 63                | 7             | 6             |   |   |              |              |              |              |              |  |
|  | Nastassja Burnett | Nastassja Burnett | Nastassja Burnett | 6           | 6           |  |  | Nastassja Burnett | Nastassja Burnett | 7                 | 6             | 4             |   |   |              |              |              |              |              |  |
|  | Sesil Karatančeva | Sesil Karatančeva | Sesil Karatančeva | 2           | 3           |  |  |                   |                   |                   |               |               |   |   | Vania King   | Vania King   | Vania King   | 3            | 2            |  |
|  |                   | Aravane Rezaï     | 6                 | 68          | 6           |  |  |                   |                   | Aravane Rezaï     | Aravane Rezaï | Aravane Rezaï | 6 | 6 |              |              |              |              |              |  |
|  | WC                | Rita Vilaça       | 2                 | 7           | 2           |  |  | Aravane Rezaï     | Aravane Rezaï     | Aravane Rezaï     | 6             | 6             |   |   |              |              |              |              |              |  |
|  |                   | Valerija Savinych | 3                 | 6           | 6           |  |  | Valerija Savinych | Valerija Savinych | Valerija Savinych | 4             | 4             |   |   |              |              |              |              |              |  |
|  | 5                 | Melanie Oudin     | 6                 | 2           | 2           |  |  |                   |                   |                   |               |               |   |   |              |              |              |              |              |  |

### Sezione 2
|  | Primo turno      | Primo turno             | Primo turno             | Primo turno | Primo turno |  |  | Secondo turno           | Secondo turno           | Secondo turno           | Secondo turno          | Secondo turno          |   |   | Ultimo turno            | Ultimo turno            | Ultimo turno            | Ultimo turno | Ultimo turno |  |
|  |                  |                         |                         |             |             |  |  |                         |                         |                         |                        |                        |   |   |                         |                         |                         |              |              |  |
|  | 2                | Johanna Larsson         | Johanna Larsson         | 4           | 3           |  |  |                         |                         |                         |                        |                        |   |   |                         |                         |                         |              |              |  |
|  |                  | Estrella Cabeza Candela | Estrella Cabeza Candela | 6           | 6           |  |  | Estrella Cabeza Candela | Estrella Cabeza Candela | Estrella Cabeza Candela | 6                      | 6                      |   |   |                         |                         |                         |              |              |  |
|  | Virginie Razzano | Virginie Razzano        | Virginie Razzano        | 5           | 5           |  |  | Teliana Pereira         | Teliana Pereira         | Teliana Pereira         | 3                      | 4                      |   |   |                         |                         |                         |              |              |  |
|  | Teliana Pereira  | Teliana Pereira         | Teliana Pereira         | 7           | 7           |  |  |                         |                         |                         |                        |                        |   |   | Estrella Cabeza Candela | Estrella Cabeza Candela | Estrella Cabeza Candela | 6            | 6            |  |
|  | WC               | Joana Vale Costa        | Joana Vale Costa        | 1           | 1           |  |  |                         |                         | Stéphanie Foretz Gacon  | Stéphanie Foretz Gacon | Stéphanie Foretz Gacon | 4 | 0 |                         |                         |                         |              |              |  |
|  |                  | Stéphanie Foretz Gacon  | Stéphanie Foretz Gacon  | 6           | 6           |  |  | Stéphanie Foretz Gacon  | Stéphanie Foretz Gacon  | 6                       | 3                      |                        |   |   |                         |                         |                         |              |              |  |
|  |                  | Johanna Konta           | 4                       | 6           | 7           |  |  | Johanna Konta           | Johanna Konta           | 4                       | 0                      | r                      |   |   |                         |                         |                         |              |              |  |
|  | 7                | Julija Putinceva        | 6                       | 1           | 5           |  |  |                         |                         |                         |                        |                        |   |   |                         |                         |                         |              |              |  |

### Sezione 3
|  | Primo turno          | Primo turno          | Primo turno   | Primo turno | Primo turno |  |  | Secondo turno        | Secondo turno        | Secondo turno        | Secondo turno | Secondo turno |   |   | Ultimo turno     | Ultimo turno     | Ultimo turno     | Ultimo turno | Ultimo turno |  |
|  |                      |                      |               |             |             |  |  |                      |                      |                      |               |               |   |   |                  |                  |                  |              |              |  |
|  | 3                    | Lesja Curenko        | Lesja Curenko | 6           | 6           |  |  |                      |                      |                      |               |               |   |   |                  |                  |                  |              |              |  |
|  | WC                   | Sofia Araújo         | Sofia Araújo  | 1           | 2           |  |  | 3                    | Lesja Curenko        | 3                    | 7             | 5             |   |   |                  |                  |                  |              |              |  |
|  | Catalina Castaño     | Catalina Castaño     | 6             | 3           | 7           |  |  |                      | Catalina Castaño     | 6                    | 65            | 7             |   |   |                  |                  |                  |              |              |  |
|  | Alla Kudrjavceva     | Alla Kudrjavceva     | 3             | 6           | 6           |  |  |                      |                      |                      |               |               |   |   | Catalina Castaño | Catalina Castaño | Catalina Castaño | 6(1)         | 4            |  |
|  | Caroline Garcia      | Caroline Garcia      | 5             | 6           | 1           |  |  |                      |                      | Shahar Peer          | Shahar Peer   | Shahar Peer   | 7 | 6 |                  |                  |                  |              |              |  |
|  | Anastasija Rodionova | Anastasija Rodionova | 7             | 2           | 6           |  |  | Anastasija Rodionova | Anastasija Rodionova | Anastasija Rodionova | 0             | r             |   |   |                  |                  |                  |              |              |  |
|  |                      | Shahar Peer          | Shahar Peer   | 6           | 7           |  |  | Shahar Peer          | Shahar Peer          | Shahar Peer          | 4             |               |   |   |                  |                  |                  |              |              |  |
|  | 8                    | Karin Knapp          | Karin Knapp   | 3           | 5           |  |  |                      |                      |                      |               |               |   |   |                  |                  |                  |              |              |  |

### Sezione 4
|  | Primo turno       | Primo turno             | Primo turno       | Primo turno | Primo turno |  |  | Secondo turno     | Secondo turno     | Secondo turno     | Secondo turno     | Secondo turno     |   |   | Ultimo turno | Ultimo turno | Ultimo turno | Ultimo turno | Ultimo turno |  |
|  |                   |                         |                   |             |             |  |  |                   |                   |                   |                   |                   |   |   |              |              |              |              |              |  |
|  | 4                 | María Teresa Torró Flor | 6                 | 4           | 4           |  |  |                   |                   |                   |                   |                   |   |   |              |              |              |              |              |  |
|  |                   | Mónica Puig             | 0                 | 6           | 6           |  |  | Mónica Puig       | Mónica Puig       | Mónica Puig       | 6                 | 6                 |   |   |              |              |              |              |              |  |
|  | Dar'ja Gavrilova  | Dar'ja Gavrilova        | 3                 | 6           | 0           |  |  | Claire Feuerstein | Claire Feuerstein | Claire Feuerstein | 3                 | 0                 |   |   |              |              |              |              |              |  |
|  | Claire Feuerstein | Claire Feuerstein       | 6                 | 2           | 6           |  |  |                   |                   |                   |                   |                   |   |   | Mónica Puig  | Mónica Puig  | Mónica Puig  | 3            | 3            |  |
|  |                   | Galina Voskoboeva       | Galina Voskoboeva | 6           | 6           |  |  |                   |                   | Galina Voskoboeva | Galina Voskoboeva | Galina Voskoboeva | 6 | 6 |              |              |              |              |              |  |
|  | WC                | Bárbara Luz             | Bárbara Luz       | 2           | 2           |  |  |                   | Galina Voskoboeva | 7                 | 3                 | 6                 |   |   |              |              |              |              |              |  |
|  |                   | Nina Bratčikova         | Nina Bratčikova   | 2           | 4           |  |  | 6                 | Elina Svitolina   | 68                | 6                 | 1                 |   |   |              |              |              |              |              |  |
|  | 6                 | Elina Svitolina         | Elina Svitolina   | 6           | 6           |  |  |                   |                   |                   |                   |                   |   |   |              |              |              |              |              |  |